# ARFU Asian Rugby Championship 2002
Die ARFU Asian Rugby Championship 2002 war ein Wettbewerb für asiatische Nationalmannschaften in der Sportart Rugby Union. Es handelte sich um die 18. Ausgabe der vom Verband Asian Rugby Football Union (ARFU) organisierten Rugby-Union-Asienmeisterschaft. Beteiligt waren elf Mannschaften, die vom 17. bis 23. November an einem Turnier in Bangkok in zwei Divisionen gegeneinander antraten (die zweite Division war zusätzlich in zwei Gruppen unterteilt). Südkorea gewann zum fünften Mal den Asienmeistertitel.

## Division 1
|    | Land     | Spiele | Siege | Unent. | Ndlg. | Spiel- punkte | Diff. | Tabellen- punkte |
| -- | -------- | ------ | ----- | ------ | ----- | ------------- | ----- | ---------------- |
| 1. | Südkorea | 3      | 3     | 0      | 0     | 97:47         | + 50  | 6                |
| 2. | Japan    | 3      | 2     | 0      | 1     | 93:64         | + 39  | 4                |
| 3. | Hongkong | 3      | 1     | 0      | 2     | 50:85         | − 35  | 2                |
| 4. | Taiwan   | 3      | 0     | 0      | 3     | 43:97         | − 54  | 0                |

| 17. November 2002 | Südkorea | 35 : 10 | Taiwan | Chulalongkorn University Stadium, Bangkok |
| 17. November 2002 |          |         |        | Chulalongkorn University Stadium, Bangkok |

| 17. November 2002 | Japan | 29 : 15 | Hongkong | Chulalongkorn University Stadium, Bangkok |
| 17. November 2002 |       |         |          | Chulalongkorn University Stadium, Bangkok |

| 20. November 2002 | Japan | 44 : 17 | Taiwan | Chulalongkorn University Stadium, Bangkok |
| 20. November 2002 |       |         |        | Chulalongkorn University Stadium, Bangkok |

| 20. November 2002 | Südkorea | 40 : 17 | Hongkong | Chulalongkorn University Stadium, Bangkok |
| 20. November 2002 |          |         |          | Chulalongkorn University Stadium, Bangkok |

| 23. November 2002 | Hongkong | 18 : 16 | Taiwan | Chulalongkorn University Stadium, Bangkok |
| 23. November 2002 |          |         |        | Chulalongkorn University Stadium, Bangkok |

| 23. November 2002 | Südkorea | 22 : 20 | Japan | Chulalongkorn University Stadium, Bangkok |
| 23. November 2002 |          |         |       | Chulalongkorn University Stadium, Bangkok |

## Division 2

### Gruppe A
|    | Land       | Spiele | Siege | Unent. | Ndlg. | Spiel- punkte | Diff. | Tabellen- punkte |
| -- | ---------- | ------ | ----- | ------ | ----- | ------------- | ----- | ---------------- |
| 1. | Thailand   | 3      | 3     | 0      | 0     | 170:34        | + 136 | 6                |
| 2. | Kasachstan | 3      | 2     | 0      | 1     | 142:57        | + 85  | 4                |
| 3. | Sri Lanka  | 3      | 1     | 0      | 2     | 70:116        | − 46  | 2                |
| 4. | Indien     | 3      | 0     | 0      | 3     | 35:210        | − 175 | 0                |

| 16. November 2002 | Kasachstan | 29 : 16 | Sri Lanka | Chulalongkorn University Stadium, Bangkok |
| 16. November 2002 |            |         |           | Chulalongkorn University Stadium, Bangkok |

| 16. November 2002 | Thailand | 67 : 10 | Indien | Chulalongkorn University Stadium, Bangkok |
| 16. November 2002 |          |         |        | Chulalongkorn University Stadium, Bangkok |

| 18. November 2002 | Thailand | 72 : 0 | Sri Lanka | Chulalongkorn University Stadium, Bangkok |
| 18. November 2002 |          |        |           | Chulalongkorn University Stadium, Bangkok |

| 18. November 2002 | Kasachstan | 89 : 10 | Indien | Chulalongkorn University Stadium, Bangkok |
| 18. November 2002 |            |         |        | Chulalongkorn University Stadium, Bangkok |

| 20. November 2002 | Sri Lanka | 54 : 14 | Indien | Chulalongkorn University Stadium, Bangkok |
| 20. November 2002 |           |         |        | Chulalongkorn University Stadium, Bangkok |

| 20. November 2002 | Thailand | 31 : 24 | Kasachstan | Chulalongkorn University Stadium, Bangkok |
| 20. November 2002 |          |         |            | Chulalongkorn University Stadium, Bangkok |

### Gruppe B
|    | Land     | Spiele | Siege | Unent. | Ndlg. | Spiel- punkte | Diff. | Tabellen- punkte |
| -- | -------- | ------ | ----- | ------ | ----- | ------------- | ----- | ---------------- |
| 1. | Arabien  | 2      | 2     | 0      | 0     | 91:0          | + 91  | 4                |
| 2. | Singapur | 2      | 1     | 0      | 1     | 90:12         | + 78  | 2                |
| 3. | Malaysia | 2      | 0     | 0      | 2     | 6:175         | − 169 | 0                |

| 16. November 2002 | Arabien | 36 : 13 | Malaysia | Chulalongkorn University Stadium, Bangkok |
| 16. November 2002 |         |         |          | Chulalongkorn University Stadium, Bangkok |

| 18. November 2002 | Singapur | 46 : 9 | Malaysia | Chulalongkorn University Stadium, Bangkok |
| 18. November 2002 |          |        |          | Chulalongkorn University Stadium, Bangkok |

| 20. November 2002 | Arabien | 26 : 7 | Singapur | Chulalongkorn University Stadium, Bangkok |
| 20. November 2002 |         |        |          | Chulalongkorn University Stadium, Bangkok |

### Platzierungsspiele
Spiel um Platz 5
| 22. November 2002 | Sri Lanka | 61 : 18 | Malaysia | Chulalongkorn University Stadium, Bangkok |
| 22. November 2002 |           |         |          | Chulalongkorn University Stadium, Bangkok |

Spiel um Platz 3
| 22. November 2002 | Singapur | 30 : 14 | Kasachstan | Chulalongkorn University Stadium, Bangkok |
| 22. November 2002 |          |         |            | Chulalongkorn University Stadium, Bangkok |

Spiel um Platz 1
| 22. November 2002 | Thailand | 20 : 12 | Arabien | Chulalongkorn University Stadium, Bangkok |
| 22. November 2002 |          |         |         | Chulalongkorn University Stadium, Bangkok |